# Festival jednakih mogućnosti
Festival jednakih mogućnosti je hrvatski festival kojeg se pokrenulo radi razvoja društvene svijesti o invalidnosti, t.j. o potrebama i te umjetničkom i inom stvarateljstvu osoba s invalidnošću. Međunarodnog je karaktera. 
Organizira ga Društvo tjelesnih invalida. Pokrovitelji su Ministarstvo obitelji, branitelja i međugeneracijske solidarnosti, Turistička zajednica Grada Zagreba te zagrebački Gradski ured za rad, socijalnu politiku i zdravstvo.
Svrha je festivala javno pokazati stvaralačke mogućnosti izvođača programa, šireći poruku da i osobe s invalidnošću trebaju uživati ista prava i obveze poput drugih građana.
To je tradicijska međunarodna manifestacija urbane kulture, a na trodnevnom uličnom festivalu nastupa preko 900 izvođača iz zemlje i inozemstva, od kojih oko 600 osoba s invalidnošću. U organizacijskom timu radi oko 20 stručnjaka i 130 volontera.
Održava se u Zagrebu od 2002. svake godine, jednom godišnje.

## Povijest
Prvi se festival održao 17. i 18. svibnja 2002. zahvaljujući potpori Delegacije Europske komisije u Republici Hrvatskoj i moralnom pokroviteljstvu Grada Zagreba. Ideja za taj projekt pažljivo je razrađena, a rođenje neobičnog festivala na "krilima" entuzijazma sudionika snažno je odjeknulo u javnosti. Opstojnost Festivala danas podupiru državna i gradska tijela uprave te mnoge javne institucije i darovatelji.

## Svrha
Festival jednakih mogućnosti predstavlja osobe s invalidnošću koje s estradnim i kazališnim umjetnicima nastupaju u glazbeno-scenskom, filmskom i likovnom programu te športskim igrama. Svrha je Festivala pokazati stvaralačke mogućnosti izvođača programa na javnoj kulturnoj sceni, šireći poruku o tome da osobe s invalidnošću trebaju uživati ista prava i obveze poput drugih građana, te tako poticati donošenje mjera za njihovo ravnopravno sudjelovanje u razvoju zajednice.

## Program
Festival je koncipiran u četiri tematske cjeline. Glazbeno-scenski program sastavljen je od dramskih, glazbenih i plesnih točaka koje su naizmjenično izvodile osobe s invalidnošću i estradni umjetnici. U filmskom se programu prikazuju dokumentarni filmovi o životu i radu osoba s invalidnošću. Likovni program se sastoji od urbane skupne izložbe likovnih radova na kojoj izlaže šezdeset autora različitih umjetničkih izričaja, povezanih tjelesnim oštećenjem kao zajedničkim obilježjem. Edukacijsko-rekreacijski program sastavljen je od igara mobilnosti u kojima javne osobe i građani, u simuliranom oštećenju na improviziranom poligonu, stječu iskustva kretanja pomoću invalidskih kolica i orijentacije u prostoru pomoću bijelog štapa. Športski program sastoji se od turnirskih natjecanja u sjedećoj odbojci te boćanja, tenisa i ulične košarke u invalidskim kolicima. 

## Vanjske poveznice
- Festival jednakih mogućnosti
- Društvo tjelesnih invalida Festival jednakih mogućnosti
- Culturenet.hr 5. festival jednakih mogućnosti
- Vlada RH  Arhivirana inačica izvorne stranice od 6. lipnja 2008. (Wayback Machine) Zagreb: Otvoren festival jednakih mogućnosti